# تشارلز روبنسون (لاعب كريكت)
تشارلز روبنسون (بالإنجليزية: Charles Robinson)‏ (28 مارس 1892 في نيوزيلندا - 22 مايو 1947 في نيوزيلندا) هو لاعب كريكت نيوزلندي. لعب مع Wellington cricket team ‏.